# Melanoplus angustipennis
Melanoplus angustipennis es una especie de saltamontes perteneciente a la familia Acrididae. Parecido a M. foedus y M. packardii pero de menor tamaño, alrededor de 30 mm. Se encuentra en América del Norte.

## Hábitat
Lugares arenosos, pastizales bajos o costas soleadas de ríos.